# Благоевградская область
Благо́евградская о́бласть (болг. Област Благоевград или Благоевградска област) — одна из двадцати восьми областей Болгарии. Автомобильный код области Е. В составе области находится географический регион Пиринская Македония. Площадь — 6449,5 км², население — 310 321 человек (2016). Административный центр — город Благоевград.

## География

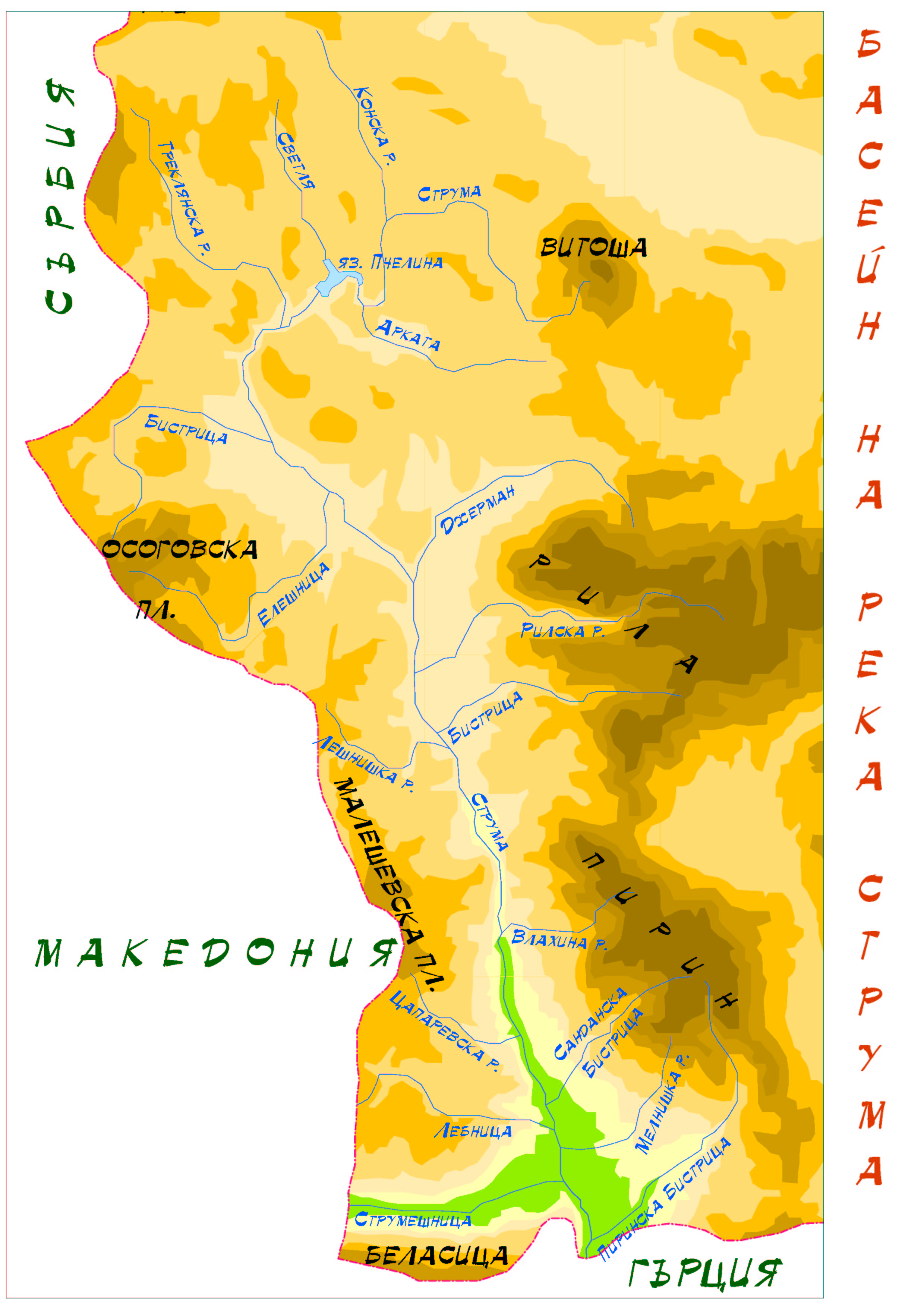
Бассейн реки Струмы

Область находится на юго-западе страны. Граничит с Кюстендилской областью и с Софийской областью на севере, с Пазарджиковской областью и со Смолянской областью на востоке, на юге примыкает к греческим областям Центральная Македония и Восточная Македония и Фракия, на западе — к территории Северной Македонии.
Область лежит в долине реки Струма. Значительная территория находится в горах.

## Общины Благоевградской области

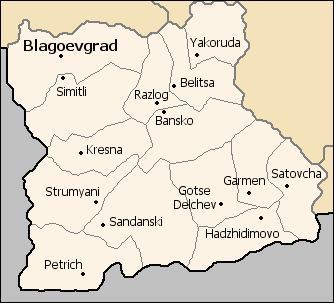
Общины Благоевградской области

Благоевградская область состоит из 14 общин:
- Банско
- Белица
- Благоевград
- Гоце-Делчев
- Гырмен
- Кресна
- Петрич
- Разлог
- Сандански
- Сатовча
- Симитли
- Струмяни
- Хаджидимово
- Якоруда

## Население
| Этнические группы (2011) | Этнические группы (2011) | Этнические группы (2011) | Этнические группы (2011) | Этнические группы (2011) |
| Этническая группа        |                          |                          | Процент                  |                          |
| ------------------------ | ------------------------ | ------------------------ | ------------------------ | ------------------------ |
| Болгары                  |                          |                          | 88.6 %                   |                          |
| Турки                    |                          |                          | 6.0 %                    |                          |
| Цыгане                   |                          |                          | 3.4 %                    |                          |
| Другие                   |                          |                          | 2.0 %                    |                          |

По данным 2001 года 79,4 % населения — христиане, а 18,3 % мусульмане.

## Памятники

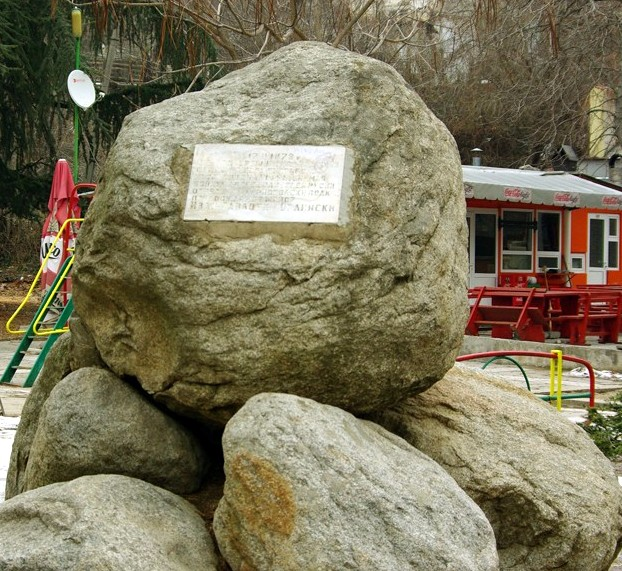
Памятная доска в честь встречи русских освободительных войск 12 февраля 1878 года (Благоевград)

- Надгробие майора Ивана Павловича Орлинского из 4-го гусарского Мариупольского полка, умершего в 1879 году (Благоевград).
- Памятная доска в честь встречи русских освободительных войск 12 февраля 1878 года (Благоевград).
- Памятник павшим за освобождение Симитли (Симитли).